# Gary Cooper
Frank James Cooper (Helena, Montana, SAD, 7. svibnja 1901. – Beverly Hills, 13. svibnja 1961.), poznatiji kao Gary Cooper, bio je američki glumac. Karijera mu se protegla od 1924. do 1961. godine, kad je umro. U tom je razdoblju snimio sto filmova. Bio je poznat po svom tihom, nenametljivom glumačkom stilu koji je posebno odgovarao vesternima u kojima je nastupio.
Cooper je pet puta bio nominiran za Oscara za najboljeg glumca, a osvojio ih je dva. 1961. godine mu je dodijeljena počasna nagrada. 1999. godine našao se na 11. mjestu popisa 25 najvećih muških filmskih zvijezda Američkog filmskog instituta.

## Životopis

### Djetinjstvo i školovanje
Cooper je rođen kao Frank James Cooper u Heleni, Montana, kao sin bivšeg engleskog farmera i kasnijeg odvjetnika i suca, Charlesa Henryja Coopera i Alice Cooper, rođene u Kentu, u Engleskoj. Majka se nadala da će dva sina steći bolje obrazovanje od onog koje je bilo dostupno u priprostoj Montani te je sredila da dvojica dječaka od 1910. do 1913. godine pohađaju Dunstable School u Engleskoj. Po izbijanju Prvog svjetskog rata, gđa. Cooper je vratila sinove kući i upisala mladog Franka u srednju školu Bozeman u Montani.
Kad mu je bilo 13 godina, Cooper je u prometnoj nesreći ozlijedio kuk. Vratio se na ranč roditeljima pokraj Helene kako bi se oporavio jašući konje, po preporuci liječnika. Počeo je pohađati koledž u Heleni, a zatim se preselio u Grinnell College i Iowi, gdje se neuspješno okušao u dramskoj sekciji. Pohađao je koledž do proljeća 1924. godine, ali nije diplomirao. Vratio se u Helenu, vodeći ranč i crtajući ilustracije za lokalne novine. Cooperov otac je iste godine napustio Vrhovni sud u Montani i sa suprugom se preselio u Los Angeles. Sin im se pridružio jer se nije mogao izdržavati kao ilustrator u Heleni, objasnivši to riječima da će "radije umrijeti od gladi ondje gdje je toplo, nego ondje gdje će umrijeti od gladi i smrznuti se".

### Hollywood
Kako u Los Angelesu nije uspio kao prodavač električnih znakova i kazališnih zastora, kao promotor za lokalnog fotografa i kandidat za rad u novinama, 190 centimetara visoki Cooper shvatio je kako će lakše namaknuti novac kao "statist" u filmskoj industriji, obično kao kauboj; poznato je da je nastupio nepotpisan u westernu Toma Mixa iz 1925. godine, Dick Turpin. Godinu dana nakon toga, nastupio je u kratkom filmu Lightnin' Wins, s glumicom Eileen Sedgewick. Nakon objavljivanja ovog filma, prihvatio je dugoročni ugovor s Paramountom. 1925. godine promijenio je ime u Gary, na savjet casting redatelja Nana Collinsa.
"Coop", kako su ga zvali kolege, nakon toga je nastupio u više odo 100 filmova. 1929. godine s filmom Virginijac postao je velika zvijezda. Glavna uloga u ekranizaciji Zbogom oružje (1932.) i naslovna uloga u Gospodin Deeds ide u grad iz 1936. godine samo su potvrdili taj status. Cooper je bio prvi izbor producenta Davida O. Selznicka za ulogu Rhetta Butlera za film Zameo ih vjetar. Nakon što je Cooper odbio ulogu, podcijenio je film riječima "Zameo ih vjetar će biti najveći promašaj u holivudskoj povijesti. Drago mi je da će Clark Gable biti taj koji će pasti na nos, a ne ja." Alfred Hitchcock htio je da nastupi u Stranom dopisniku (1940.) i Saboteru (1942.). Cooper je kasnije priznao kako je napravio "pogrešku" odbivši redatelja. Za potonji film, Hitchcock je uzeo Joela McCreu, koji je izgledom bio sličan Cooperu.
1942. godine osvojio je svog prvog Oscara za najboljeg glumca, za portret naslovnog junaka u Naredniku Yorku. Alvin York je odbio autorizirati film ako ga ne utjelovi Cooper. 1953. godine osvojio je drugog Oscara, ovaj put za ulogu šerifa Willa Kanea u vesternu Točno u podne. Bolovao je od čira pa se nije pojavio na dodjeli u veljači 1953. godine. Zamolio je Johna Waynea da primi nagradu u njegovo ime, što je pomalo ironično jer je Wayne izjavio da mu se ne sviđa film.
Cooper se nastavio pojavljivati u filmovima gotovo do kraja karijere. Jedna od najuspješnijih uloga bila je ona farmera kvekera tijekom Građanskog rata u filmu Williama Wylera, Prijateljsko uvjeravanje iz 1956. godine. Njegov posljednji film bio je britanski film, The Naked Edge (1961.), redatelja Michaela Andersona.

### Bolest i smrt
Cooper je umro 1961. godine od raka prostate, šest dana poslije 60. rođendana. Podvrgnuo se operaciji raka prostate koji se proširio na debelo crijevo, ali tada nije bilo uređaja za praćenje napretka raka koji se proširio na pluća, a na kraju i na kosti. Cooper je bio prebolestan da bi se pojavio na dodjeli Oscara u travnju 1961. godine, pa je počasnog Oscara u njegovo ime preuzeo prijatelj James Stewart. Stewartov emocionalni govor nagovijestio je kako se radi o nečem ozbiljnom, a sutradan su novine širom svijeta objavile "Gary Cooper ima rak". Mjesec dana nakon toga Cooper je umro.
Gary Cooper izvorno pokopan je na Katoličkom groblju Svetoga križa u Culver Cityju, u Kaliforniji. U svibnju 1974. godine njegovi posmrtni ostatci premješteni su na groblje Svetog srca u Southamptonu, u New Yorku, na Long Islandu, kada se njegova udovica Veronica ponovno udala i preselila u New York. Veronica "Rocky" Cooper-Converse umrla je 2000. godine i pokopana je pokraj Coopera na groblju Svetog srca.

## Privatni život
15. prosinca 1933. godine vjenčao se s Veronicom Balfe (1913. – 2000.). Balfe je bila njujorška aristokratkinja katolkinja koja je imala kratku glumačku karijeru pod imenom Sandra Shaw. Najpoznatija uloga bila joj je ona iz filma King Kong (1933.), žene koju Kong baca. Dobili su jedno dijete, Mariju. Supruga je nagovorila Coopera da se preobrati na katoličanstvo, što je on 1958. godine i učinio. Nakon što se oženio, ali prije preobraćenja, imao je veze s mnogim slavnim glumicama, uključujući Marlene Dietrich, Grace Kelly i Patriciju O'Neal. Između 1951. i 1954. godine bio je rastavljen od žene.
Cooper je u listopadu 1947. godine svjedočio pred Odborom za protuameričke aktivnosti. Nije odao ničije ime, ali je smatran prijateljskim svjedokom. Iako je Cooper bio konzervativac, njegovi neodređeni, dvosmisleni odgovori pojačali su sumnje o njegovoj umiješanosti u procese.
Bio je prijatelj s Ernestom Hemingwayom, kojega je posjećivao u pišćevoj kući pokraj zimovališta Sun Valley, u Idahu, gdje su zajedno išli u lov.

## Izabrana filmografija
- Dick Turpin (1925.)
- Orao (1925.)
- Ono (1927.)
- Posljednji odmetnik (1927.)
- Krila (1927.)
- Maroko (1930.)
- Gradske ulice (1931.)
- Njegova žena (1931.)
- Zbogom oružje (1932.)
- Da imam milijun (1932.)
- Danas živimo (1933.)
- Alisa u zemlji čudesa (1933.)
- Peter Ibbetson (1935.)
- Želja (1936.)
- Gospodin Deeds ide u grad (1936.)
- Čovjek iz prerije (1936.)
- Pustolovine Marka Pola (1938.)
- Kauboj i dama (1938.)
- Zapadnjak (1940.)
- Upoznajte Johna Doea (1941.)
- Narednik York (1941.)
- Ponos Yankeeja (1942.)
- Kome zvono zvoni (1943.)
- Priča o Dr. Wassellu (1944.)
- Casanova Brown (1944.)
- Saratoga Trunk (1945.)
- Neosvojen (1947.)
- Dobri Sam (1948.)
- Vrelo (1949.)
- Dallas (1950.)
- Točno u podne (1952.)
- Povratak u raj (1953.)
- Vrt zla (1954.)
- Vera Cruz (1954.)
- Prijateljsko uvjeravanje (1956.)
- Ljubav poslijepodne (1957.)
- Čovjek sa zapada (1958.)
- Drvo za vješanje (1959.)
- The Naked Edge (1961.)

## Galerija slika
- Gary Cooper 1903. godine.
- Gary Cooper na Grinnell Collegu 1922. godine (stoji, drugi s lijeva u drugom redu).
- Gary Cooper u filmu The Winning of Barbara Worth, 1926. godine.
- Gary Cooper i Veronica Balfe, 1933. godine.
- Gary Cooper u filmu Mr. Deeds Goes to Town, 1936.
- Gary Cooper i Barbara Stanwyck u filmu Ball of Fire, 1941. godine.
- Gary Cooper i Joan Fontaine na partyju nakon dodjele Oscara, 1942. godine.
- Gary Cooper i Grace Kelly u filmu Točno u podne, 1952. godine.
- Gary Cooper i Dorothy McGuire u filmu Friendly Persuasion, 1956. godine.
- Gary Cooper u filmu Man of the West, 1958. godine.
- Cooperova zvijezda u Hollywoodskoj ulici slavnih.
- Grobovi Gary Cooper i Veronice B. Cooper-Converse.

## Vanjske poveznice
- Službene međumrežne stranice (engl.)
- Gary Cooper u internetskoj bazi filmova IMDb-u (engl.)
- Fotografije (engl.)
- Profile Profil na Turner Classic Movies (engl.)
- Gary Cooper  Arhivirana inačica izvorne stranice od 28. ožujka 2014. (Wayback Machine), filmografija na afi.com (engl.)